# David Szalay
David Szalay (Montréal, 1974) è uno scrittore canadese con cittadinanza ungherese.

## Biografia
È nato a Montréal nel 1974 da madre canadese e padre ungherese. La sua famiglia si è poi trasferita a Beirut. Furono costretti a lasciare il Libano dopo l'inizio della guerra civile libanese. Si trasferì quindi a Londra, dove frequentò la Sussex House School e studiò all'Università di Oxford. Dopo aver lasciato l'università, Szalay svolse vari lavori nel settore delle vendite a Londra. Si è trasferito a Bruxelles e poi a Pécs, in Ungheria, per perseguire la sua ambizione di diventare scrittore. Vive a Budapest, con la moglie e due figli.
Ha esordito nel 2008 con London and the South-East vincendo il Betty Trask Award e nel 2009, il Geoffrey Faber Memorial Prize. In seguito ha scritto altri due romanzi e due raccoltre di racconti.
Inserito nel 2013 da Granta nella lista dei Best Young British Novelists, nel 2016 con Tutto quello che è un uomo è stato finalista del Man Booker Prize e ha vinto il Premio Gordon Burn. In Italia le sue opere sono pubblicate da Adelphi.

## Opere letterarie

### Romanzi
- London and the South-East (2008)
- Innocent (2009)
- Spring (2011)
- Flesh (2025)

### Racconti
- Tutto quello che è un uomo (All That Man Is, 2016), Milano, Adelphi, 2017, traduzione di Anna Rusconi ISBN 978-88-459-3213-7.
- Turbolenza (Turbulence, 2018), Milano, Adelphi, 2019, traduzione di Anna Rusconi ISBN 978-88-459-3407-0.